# Hochmoore im Kemptener Wald
Das Naturschutzgebiet Hochmoore im Kemptener Wald liegt im Gemeindefreien Gebiet Kempter Wald im Landkreis Oberallgäu im bayerischen Regierungsbezirk Schwaben. Es erstreckt sich westlich von Görisried, am südlichen Rand des Gebietes  verläuft die OA 11.

## Bedeutung

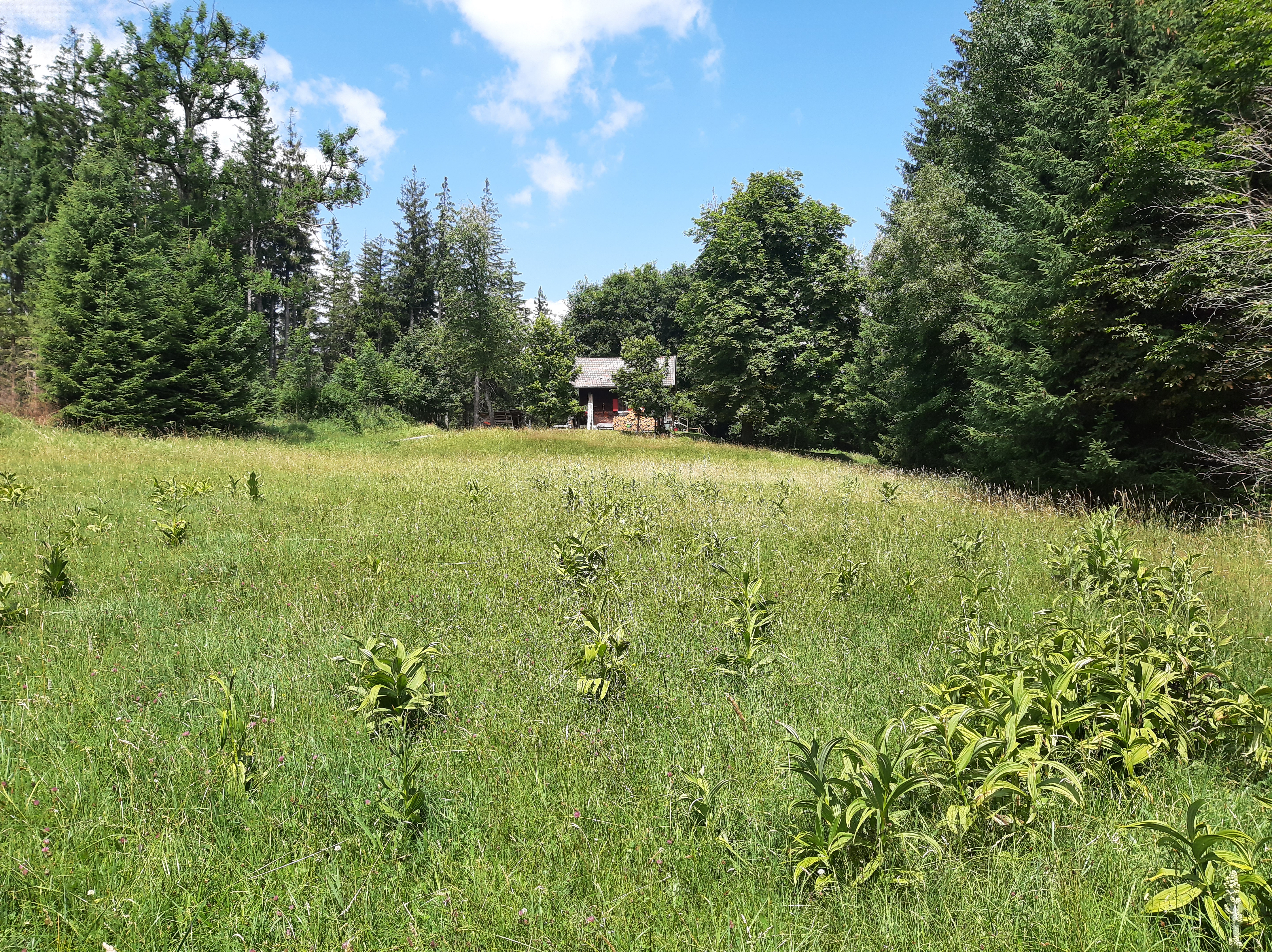

Das 303,1 ha große Gebiet mit der Nr. NSG-00071.01 wurde im Jahr 1955 unter Naturschutz gestellt. Es handelt sich um Bergkiefern-Waldhochmoore des Kempter Waldes, die sich in Mulden der Grundmoränenlandschaft gebildet haben.

## Flora und Fauna
Auf den Lichtungen wachsen häufig Knabenkräuter und Gelber Enzian und zahlreiche Schmetterlingsarten wie Dickkopffalter, Blutströpfchen und Waldbrettspiel leben in den Feuchtwiesen.